# If I Can't Have You
If I Can't Have You és una cançó de Barry Gibb, Robin Gibb i Maurice Gibb per als Bee Gees. La van escriure i gravar a Le Château, Hérouville (França) entre el febrer i març de 1977 i a Criteria Recording Studios (Miami) a l'abril del mateix any. La cançó es va editar en senzill el desembre de 1977, com a cara B de Stayin' Alive.
Una versió de If I can't Have You, cantada per Yvonne Elliman, forma part de l'àlbum Saturday Night Fever (1977). Aquesta versió també es va publicar en senzill el desembre del mateix any.

## Instrumentació
- Barry Gibb: guitarra i veu.
- Robin Gibb: veu.
- Maurice Gibb: baix i veu.
- Blue Weaver: teclats, sintetitzadors i piano.
- Alan Kendall: guitarra.
- Dennis Bryon: bateria.
- Joe Lala: percussió.
- The Boneroo Horns: trompetes i flautes.

## Producció
Bee Gees, Albhy Galuten i Karl Richardson.

## Enginyers
Karl Richardson i Michel Marie.